# Eloria limata
Eloria limata är en fjärilsart som beskrevs av Max Wilhelm Karl Draudt 1927. Eloria limata ingår i släktet Eloria och familjen tofsspinnare. Inga underarter finns listade i Catalogue of Life.